# Teatro Valdemar de Oliveira
O Teatro Valdemar de Oliveira é uma casa de espetáculos recifense pertencente ao Teatro de Amadores de Pernambuco.

## História
O Nosso Teatro, que seria construído pelo Teatro de Amadores de Pernambuco, teve obras iniciadas em dois locais diferentes, antes de sua localização final. Inicialmente, foi doado ao grupo o Teatro Almare, cujo terreno foi desapropriado pelo governo de Pernambuco para ali construir a Biblioteca Pública. Depois um prédio abandonado no bairro da Encruzilhada teria essa destinação, mas o intento não se realizou. Por fim, foi adquirida a casa 412 da Praça Oswaldo Cruz, onde foi erguido o teatro.
Com o nome de Nosso Teatro, foi inaugurado em 23 de maio de 1971 por Valdemar de Oliveira.
Com a morte do seu idealizador e criador, em 18 de abril de 1977, o grupo teatral, em sua homenagem, mudou seu nome para Teatro Valdemar de Oliveira no dia em que completava 6 anos, em 23 de maio de 1977.
Em 19 de outubro de 1980 um incêndio destruiu as instalações do teatro, que passou muito tempo para ser restaurado.
Ele foi totalmente reconstruído, sendo reinaugurado em 20 de dezembro de 1987. Para a festa de reinauguração foi especialmente convidado o ator Paulo Autran.
Uma vez mais, encerrou suas atividades em 2015, retomando as atividades em 2018, e novamente encerrando atividade em 2020, em função da pandemia de Covid-19.